# Huainan
Huainan (cinese: 淮南; pinyin: Huáinán) è una città-prefettura della Repubblica Popolare Cinese, situata nella provincia dello Anhui, e che conta 1.076.000 abitanti. Confina a sud con la capitale provinciale dello Anhui, Hefei, Lu'an a sud-ovest, Fuyang a ovest, Bozhou a nord-ovest, Bengbu a nord-est e Chuzhou ad est.
Il nome si riferisce tradizionalmente a tutta l'area a sud del fiume Huai e a nord del fiume Yangtze.
La prefettura di Huainan amministra sette divisioni, tra cui cinque distretti e due contee:
- Distretto di Tianjia'an (田家庵区)
- Distretto di Panji (潘集区)
- Distretto di Xiejiaji (谢家集区)
- Distretto di Datong (大通区)
- Distretto di Bagongshan (八公山区)
- Contea di Fengtai (凤台县)
- Contea di Shou

Questi sono ulteriormente suddivise in 66 borgate, di cui 24 città, 23 cittadine e 19 sottodistretti.

## Amministrazione

### Gemellaggi
- Ruse[1]